# Gonomyia (Gonomyia) sexlobata
Gonomyia (Gonomyia) sexlobata is een tweevleugelige uit de familie steltmuggen (Limoniidae). De soort komt voor in het Palearctisch gebied.